# Illes Petites de la Sonda
Les Illes Petites de la Sonda (en indonesi Nusa Tenggara) són un grup d'illes situades al sud d'Insulíndia, al nord d'Austràlia. Juntament amb les Illes Grans de la Sonda, a l'oest, formen les Illes de la Sonda. Les illes formen part de l'Arc de la Sonda, un arc volcànic format per subducció de la fossa de Java al mar de Java.

## Administració
Les Illes Petites de la Sonda consisteixen en un gran nombre d'illes, la majoria de les quals són territori d'indonèsia. Algunes illes, i en particular una part notable de l'illa de Timor, formen el territori del Timor Oriental des de la seva independència d'Indonèsia el 1999. Les illes d'Indonèsia ara constitueixen les províncies de Bali, Illes Petites de la Sonda Occidentals (Nusa Tenggara Barat) i Illes Petites de la Sonda Orientals (Nusa Tenggara Timur).

## Geologia
Geològicament, les Illes Petites de la Sonda formen part de dos arxipèlags diferents. L'arxipèlag del nord, que inclou Bali, Lombok, Sumbawa, Flores i Wetar té un origen volcànic. Algunes d'aquestes illes volcàniques, com ara el Mont Rinjani a Lombok, encara són actius, mentre que d'altres, com Kelimutu a Flores amb els seus tres llacs de cràter multicolors, són extints. Es va començar a formar durant el Pliocè, fa aproximadament 15 milions d'anys, de resultes de la col·lisió de les plaques d'Austràlia i d'Àsia. Les illes de l'arxipèlag del sud, incloent Sumba, illa de Timor o Babar, no són volcàniques i semblen pertànyer a la placa australiana. La geologia i l'ecologia de l'arxipèlag del nord sembla compartir una història, característiques i processos similars amb les illes Moluques, que continuen el mateix arc d'illes cap a l'est.
Des dels temps colonials s'ha estudiat la geologia d'aquestes regions; de totes maneres la seva formació no s'ha comprès completament, i les teories de l'evolució geològica de les illes ha canviat de forma extensiva durant el segle xx.
Situada a la col·lisió de dues plaques tectòniques, les Illes Petites de la Sonda conformen una de les regions geològicament més complexes i actives del món. Les illes de l'arxipèlag del nord són geològicament joves, d'1 a 15 milions d'anys, i mai han format part d'una massa de terra més gran. Només Bali formava part del continent de Sundaland durant l'Edat de gel, separada 644 kilòmetres de l'estret de Lombok, i incloent les actuals Lombok, Sumbawa, Komodo, Flores, Solor, Adonara, i Lembata. Pantar i Alor formen una petita illa a l'est, mentre Sumba i Timor es mantenen separades al sud. La província de Bali és l'única província situada a la Plataforma de Sonda i que no es troba dins de la regió de Wallacea i que es troba a l'oest de la línia de Wallace. Hi ha una sèrie de volcans situats a les Illes de Sonda Menor.
Les Illes Petites de la Sonda consten de dos arxipèlags geològicament diferents. L'arxipèlag del nord, que inclou Bali, Lombok, Sumbawa, Flores i Wetar, és d'origen volcànic. Alguns d'aquests volcans, com el mont Rinjani a Lombok, encara estan actius mentre que d'altres, com l'Ilikedeka a Flores, estan extingits. L'arxipèlag del nord es va començar a formar durant el Pliocè, fa uns 15 milions d'anys, com a conseqüència de la col·lisió entre les plaques australiana i asiàtica. Les illes de l'arxipèlag del sud, incloent Sumba, Timor i Babar, no són volcàniques i semblen pertànyer a la placa australiana. La geologia i l'ecologia de l'arxipèlag del nord comparteixen una història, característiques i processos similars amb les illes Moluques del sud, que continuen el mateix arc insular cap a l'est.

## Ecologia
Les Illes Petites de la Sonda difereixen de les grans illes de Java o Sumatra en tant que són moltes illes i petites, alguns cops dividides per profundes fosses oceàniques. El moviment de la flora i la fauna entre illes és limitat, de tal manera que moltes espècies han evolucionat separadament i fent que algunes espècies només es trobin en alguna illa en particular. L'espècie més famosa segurament sigui el Dragó de Komodo. Tal com ho descriu Alfred Wallace en The Malay Archipelago(Insulíndia), la línia de Wallace passa a entre Bali i Lombok, al llarg de les aigües profundes de l'estret de Lombok, que formen una barrera d'aigua fins i tot quan el nivell de l'aigua és baix i enllaça les illes amb les masses de terra de l'altra banda. Les illes de l'estret de Lombok formen part de Wallacea, i es caracteritzen, doncs, per una barreja de fauna d'origen asiàtic i d'Australàsia. A les Illes Petites hi predominen les espècies asiàtiques. Aquestes illes tenen el clima més sec d'Indonèsia.

### Boscos caducifolis
Diverses de les illes que es troben a l'est de la línia de Wallace, de Lombok i Sumbawa a FLores i Alor, i que tenen una vegetació particular de bosc sec i no pas la selva o bosc plujós que cobreix gran part de la regió d'Indonèsia, han estat designades per la World Wildlife Fund com a ecoregió de boscos caducifolis de les illes Petites de la Sonda. Els vessants més alts de les illes contenen boscos de coníferes del gènere Podocarpus i Engelhardia amb un sotabosc de lianes, epífits i orquídies com ara Corybas, Corymborkis i Malaxis, mentre que a les planes costaneres com les de Komodo, Rincah i Flores s'hi troba vegetació de sabana com la palmera Borassus flabellifer. Malgrat la majoria de la vegetació d'aquestes illes és bosc sec, hi ha clapes de bosc plujós també en aquestes mateixes illes, especialment en les zones baixes i en els marges del riu a Komodo, i també hi ha una àrea particular de bosc sec espinós a la costa sud-est de Lombok. Els arbres espinosos havien estat força comuns a les costes de les illes però se'ls ha aclarit en una gran part.
Aquestes illes són la llar d'espècies úniques, incloent-hi 17 espècies endèmiques d'ocells (de les 273 que s'hi trobaren). Els mamífers endèmics són la musaranya de Flores (amenaçada), la rata de Komodo (vulnerable), la guineu voladora de Lombok (Pteropus lombocensis) i el rat-penat d'orelles llargues de la Sonda (Nyctophilus heran), mentre que el carnívor dragó de Komodo, el llangardaix més gran del món (pot arribar a fer 3 metres de llarg i 90 quilos de pes), se'l troba a Komodo, Rincah, Gili Motang i a la costa nord-oest de Flores.
Les activitats més populars entre els turistes són el surf a Kuta (Lombok), l'excursionisme a Flores i Lombok i el busseig a pulmó davant les Illes Gili i Labuanbajo (Flores). El punt d'entrada principal a les Illes Petites de la Sonda és Bali i hi ha aeroports petits a Maumere i Mataram, mentre que el transport entre illes es fa majoritàriament en vaixell.

### Amenaces i preservació
Més de la meitat de la vegetació original de les illes s'ha arrencat per plantar arròs i d'altres cultius, per fer-hi assentaments i degut a incendis forestals. Ara només Sumbawa conté una àrea de boscam intacte, mentre que les illes de Komodo, Rincah i Padar es troben protegides dins el Parc Nacional de Komodo.
Si bé la majoria de problemes ecològics afecten tant a les illes petites com a les grans masses de terra, les illes petites pateixen els seus problemes particulars i es troben a bastament exposades a forces externes. La pressió de desenvolupament està creixent en les illes petites, però els seus efectes no sempre s'anticipen. Mentre que Indonèsia és rica en recursos naturals, els recursos de les illes petites són limitats i especialitzats. A més, en particular els recursos humans hi són limitats.
Observacions generals sobre les illes petites que poden ser aplicades a les Illes Petites de la Sonda:
- Una gran proporció de la terra serà afectada per l'activitat volcànica, terratrèmols, esllavissades de terra i ciclons;
- Llurs climes són més propensos a veure's afectats per la influència marítima;
- Les zones de captació de visitants són més petites i el grau d'erosió més gran;
- Una proporció més alta del sòl es compon de zones costaneres;
- Medi ambient amb un grau més alt d'especialització, que inclou una proporció més gran d'espècies endèmiques en una comunitat en general depauperada;
- Les societat poden retenir un fort sentit cultural desenvolupat per la seva situació d'aïllament;
- Les poblacions en illes petites tenen més probabilitats de veure's afectades per la migració econòmica.

## Llista parcial
| - Adonara - Alor - Bali - Flores - Gili Motang - Gili Islands - Komodo - Lembata - Lombok - Nusa Ceningan - Nusa Lembongan |  | - Nusa Penida - Padar - Palu'e - Pantar - Rincah - Rote - Solor - Sangeang - Savu - Sumba - Sumbawa - illa de Timor |  |

## Religió
Religió a les Illes Petites de la Sonda (2022)
Les Illes Petites de la Sonda, tenen un paisatge religiós divers modelat per segles de comerç, migració i intercanvi cultural. Les religions predominants a les Illes Petites de la Sonda són:
Islam: l'islam és la religió més practicada a la regió, especialment a les zones amb una població musulmana important, com Lombok i Sumbawa. L'expansió de l'islam a les Illes Petites de la Sonda va començar al voltant del segle xiii a través dels comerciants àrabs i més tard per la influència del poble Makassar i Bugis de Sulawesi.
Cristianisme: el cristianisme té una presència notable a les Illes Petites de la Sonda, especialment a les zones colonitzades pels portuguesos i holandesos. El protestantisme i el catolicisme són les principals denominacions cristianes. Flores, Timor i Sumba tenen poblacions cristianes relativament grans. La cristianització de les illes va començar al segle XVI amb l'arribada dels missioners europeus.
Hinduisme i animisme: abans de la propagació de l'islam i el cristianisme, l'hinduisme i les creences animistes locals eren freqüents a la regió. L'illa de Bali, que forma part de les Illes Petites de la Sonda, és famosa per la seva forma única d'hinduisme, que incorpora elements de les creences animistes locals i les antigues tradicions javaneses. L'hinduisme balinès es caracteritza per cerimònies, temples i pràctiques culturals elaborades.
Creences tradicionals i animisme: moltes comunitats de les Illes Petites de la Sonda continuen practicant les creences animistes tradicionals, que giren al voltant del culte ancestral, els esperits i el món natural. Aquestes creences sovint coexisteixen amb l'islam, el cristianisme o l'hinduisme, reflectint el caràcter sincrètic de les pràctiques religioses a la regió.
Altres religions menors: també hi ha comunitats religioses més petites a les Illes Petites de la Sonda, inclòs el budisme i diversos moviments sincrètics que barregen elements de diferents religions.
En general, el paisatge religiós de les Illes Petites de la Sonda es caracteritza per la diversitat i el sincretisme, amb diferents comunitats religioses que coexisteixen i s'influeixen mútuament al llarg dels segles. El ric patrimoni cultural i la història de la regió han donat forma a les seves tradicions religioses, convertint-la en una àrea fascinant per a l'estudi de la religió i la cultura a Indonèsia.